# Ensemble Schloss mit Marktplatz (Tüßling)

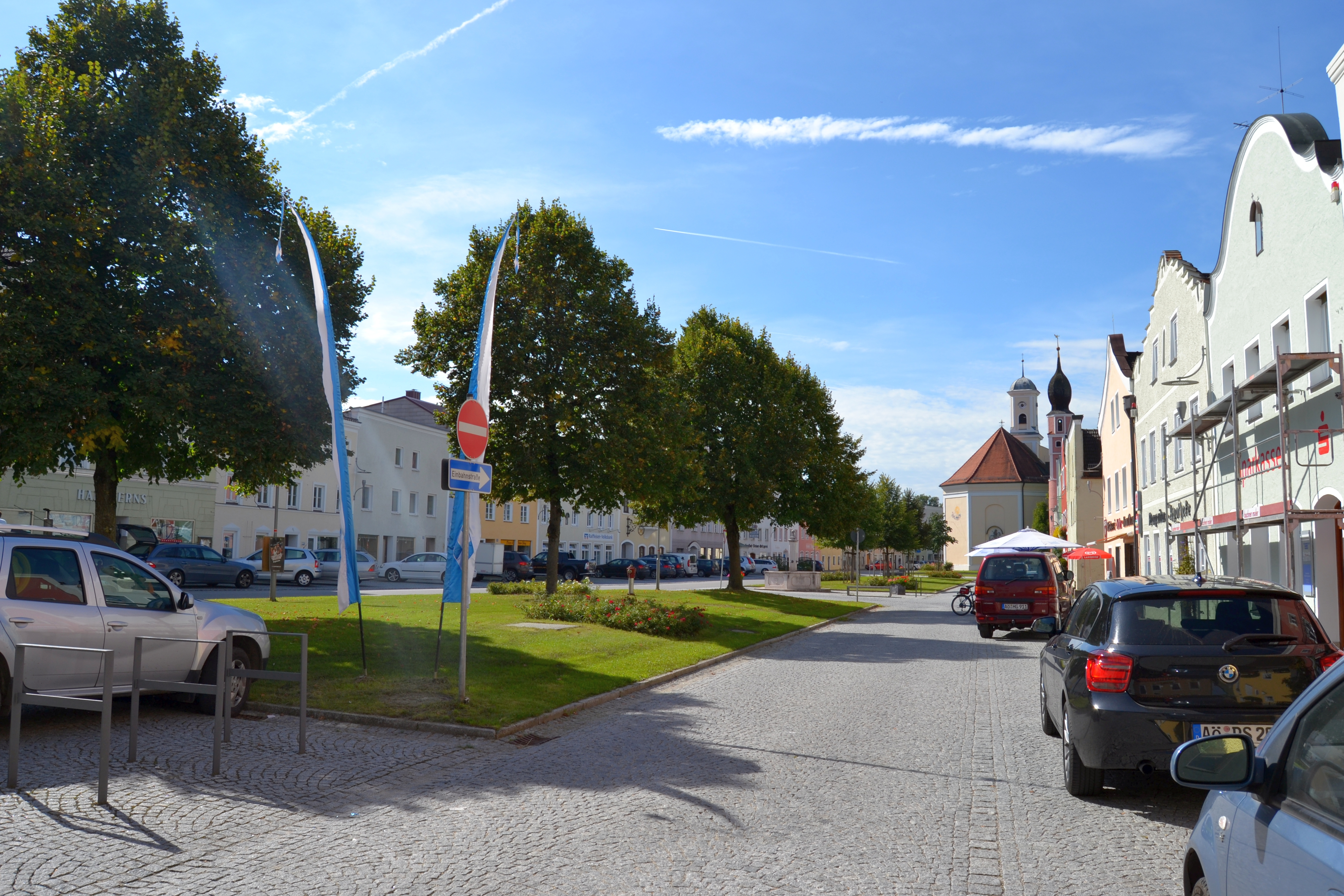
Marktplatz in Tüßling

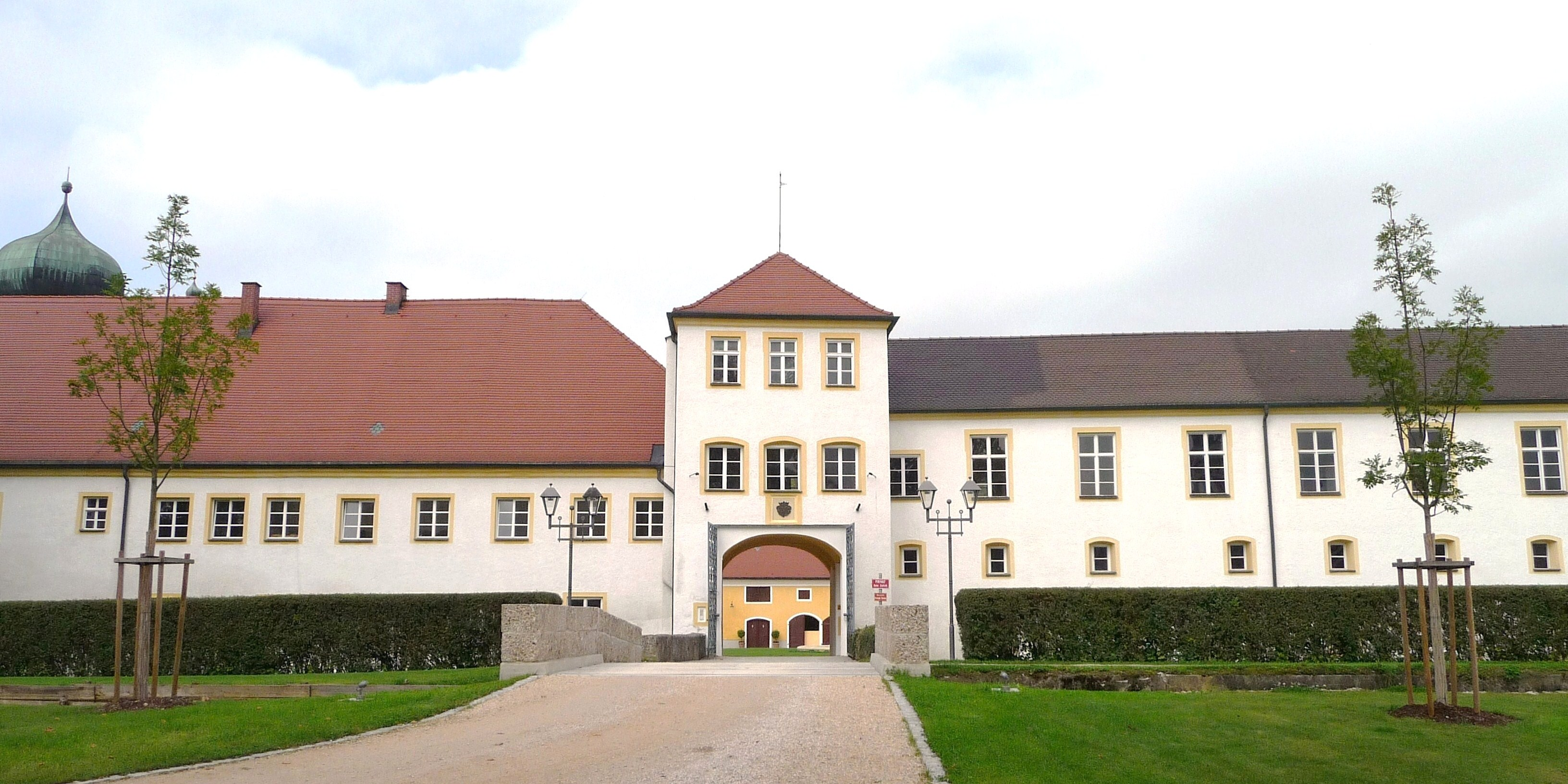
Schloss Tüßling

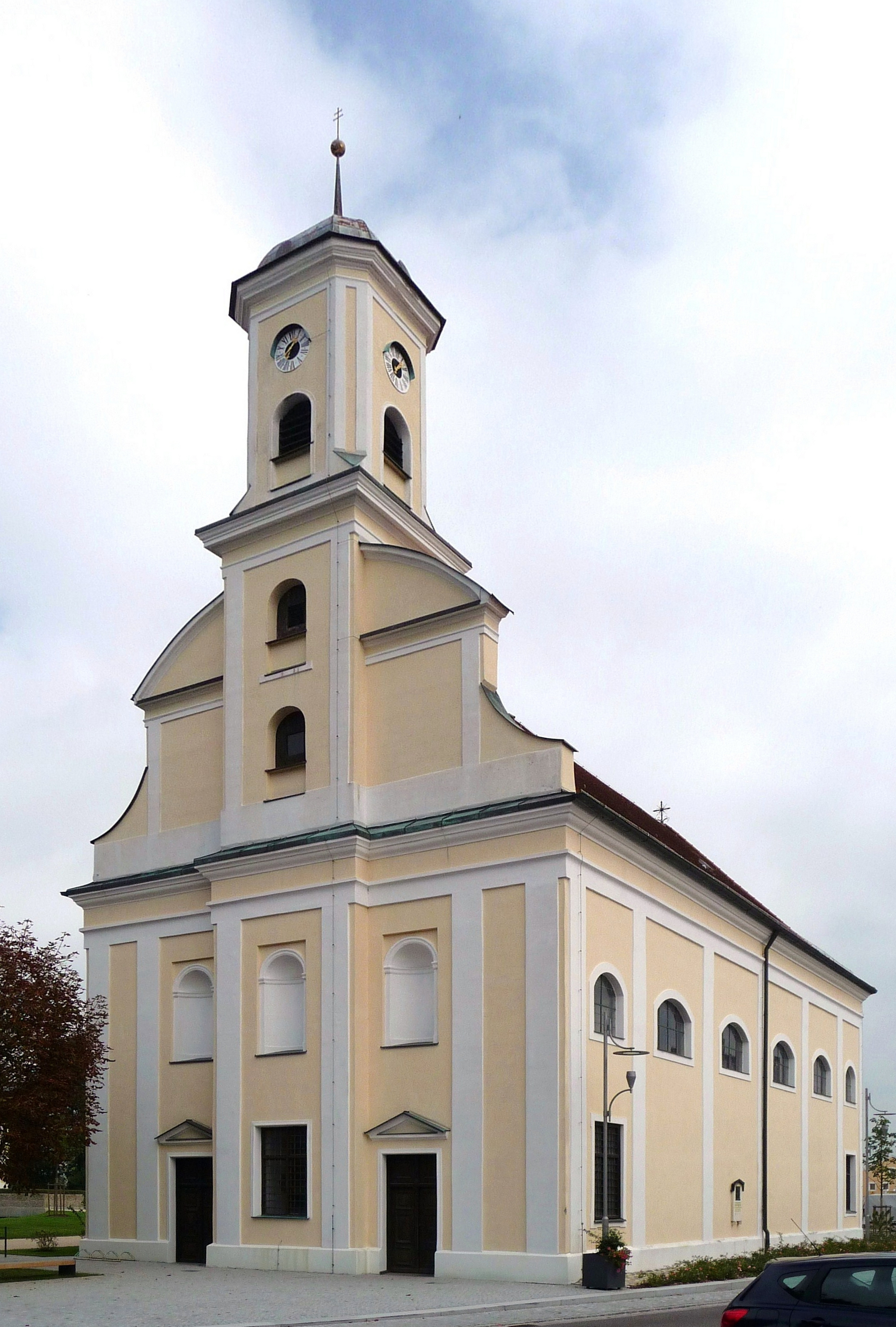
Pfarrkirche St. Georg

Das Ensemble Schloss mit Marktplatz in Tüßling, einer Marktgemeinde im oberbayerischen Landkreis Altötting, ist ein Bauensemble, das unter Denkmalschutz steht.
Es umfasst den wohl im 14. Jahrhundert in Ost-West-Richtung angelegten Straßenmarkt mit der frei auf dem Platz stehenden katholischen Pfarrkirche St. Georg von 1725/26 und das im Nordwesten anschließende Schloss. Markt und Schloss bilden den Kern der ehemaligen Hofmark Tüßling.

## Gotische Zeit
Der Ort erhielt zwischen 1373 und 1379 das Marktrecht und schuf die spätgotische Anlage des Marktplatzes mit einer völlig geschlossenen, leicht gekrümmten südlichen Häuserzeile und einer zur Hälfte offen gebliebenen Nordflanke mit dem dort gelegenen alten Ansitz. Dieser wurde 1583 durch den Neubau eines vierflügeligen Wasserschlosses aufgewertet. 

## Barockzeit
Die Veränderung der Zweiheit Schloss und Markt brachte die Errichtung der barocken Georgskirche zur Ausbildung einer neuen Mitte. Die Auswahl der einzigartigen freien Stelle auf dem Platz war ein souveräner Gestaltungvorgang. 

## 19. und 20. Jahrhundert
Die Veränderung des gotischen Platzbildes verursachte ein Brand in der zweiten Hälfte des 18. Jahrhunderts. Die innen zum Platz hin gelegenen Gärten wurden nach außen verlegt und der Mörnbach in einem kanalisierten Bachbett durch den Ort umgeleitet. Die lückenlose Reihung der zwei- und dreigeschossigen, meist giebelständigen Geschäfts- und Wohnhäuser mit waagrechten Vorschussmauern oder flachen, getreppten bzw. geschweiften Giebeln zeigt noch heute den Charakter der Inn-Salzach-Bauweise.

## Einzeldenkmäler
- Marktplatz 1: Ehemaliges Wasserschloss
- Marktplatz 2: Rathaus Tüßling (ehemaliges Hofmarksrichterhaus)
- Marktplatz 25: Wohn- und Geschäftshaus
- Marktplatz 26: Gasthof und Metzgerei
- Marktplatz 27: Wohn- und Geschäftshaus
- Marktplatz 40: Katholische Pfarrkirche St. Georg